# Charles Hervé Alphand
Charles Hervé Alphand (* 17. Juni 1879; † 16. September 1942) war ein französischer Diplomat.

## Leben
Er war Sohn des berühmten Ingenieurs Jean-Charles Alphand und Vater des Diplomaten Hervé Alphand (* 31. Mai 1907 in  Paris; † 13. Januar 1994 ebenda). Charles Hervé Alphand studierte Rechtswissenschaft und absolvierte die École des langues orientales vivantes (Schule für lebende orientalische Sprachen). 1903 trat er in den Auswärtigen Dienst ein, wo er durch seine Sprachkenntnisse auffiel.
Charles Hervé Alphand war 1928 Konsul und von 1930 bis 8. Juni 1932 Gesandter in Dublin. Ab dem 8. Juni 1932 war er Bürovorsteher des Präsidenten des Ministerrates (Regierungschefs) Édouard Herriot. Er war Mitglied der französischen Delegation bei der Konferenz von Lausanne vom 16. Juni bis 9. Juli 1932. Am 13. März 1933 wurde er von der Regierung Édouard Daladier zum Botschafter in Moskau ernannt, wo er von Juni 1933 bis November 1934 akkreditiert war. Am 11. Dezember 1936 überreichte er sein Akkreditierungsschreiben in Bern.
Er erhielt am 30. Mai seine Abberufung, die er am 3. Juni 1940 in Bern, als letzter Botschafter der Dritten Französischen Republik, vorlegte.
| Vorgänger                  | Amt | Nachfolger       |
| -------------------------- | --- | ---------------- |
| —                          | Französischer Botschafter in Irland 1930 bis 8. Juni 1932                                               | Jules Guerlet    |
| François Dejean            | Französischer Botschafter in der Sowjetunion 13. März 1933 von Juni 1933 bis November 1934 akkreditiert | Robert Coulondre |
| Henri Chassain de Marcilly | Französischer Gesandter in der Schweiz 1936 bis 1940                                                    | Robert Coulondre |